# Paul Holmes (futbolista)
Paul Holmes (Stocksbridge, Inglaterra, 18 de febrero de 1968-8 de mayo de 2024) fue un futbolista inglés que jugó en la posición de lateral derecho.

## Equipos
| Periodo   | Club                               | Apariciones | Goles |
| --------- | ---------------------------------- | ----------- | ----- |
| 1986–1988 | Doncaster Rovers FC                | 47          | 1     |
| 1988–1992 | Torquay United FC                  | 138         | 4     |
| 1992–1993 | Birmingham City FC                 | 12          | 0     |
| 1993–1996 | Everton FC                         | 21          | 0     |
| 1996      | → West Bromwich Albion FC (cedido) | 0           | 0     |
| 1996–1999 | West Bromwich Albion FC            | 103         | 1     |
| 1999–2003 | Torquay United FC                  | 87          | 2     |

## Muerte
Holmes murió el 8 de mayo de 2024 a los 56 años luego de una batalla contra el cáncer que le fue diagnosticado en 2023.

## Logros

### Club
- FA Cup (1): 1994/95
- FA Charity Shield (1): 1995

### Individual
- Futbolista del Año del Torquay United FC en 1992.